# IC 4408
IC 4408 је спирална галаксија у сазвјежђу Волар која се налази на листи објеката дубоког неба у Индекс каталогу.
Деклинација објекта је + 29° 59' 38" а ректасцензија 14h 21m 13,1s. Привидна величина (магнитуда) објекта IC 4408 износи 14,2 а фотографска магнитуда 15,0. IC 4408 је још познат и под ознакама UGC 9191, MCG 5-34-24, CGCG 163-31, IRAS 14190+3013, PGC 51283.